# Smart Park, City of Cockburn
Smart Park är en park i City of Cockburn cirka 19 kilometer söder om Perth i delstaten Western Australia i Australien.
Smart Park är ett cirka 3 hektar stort grönområde med bäckar, vattenfall, forsar och dekorativa sjöar. Den är en av City of Cockburns populäraste platser att gifta sig på.